# Sandywell Park
Sandywell Park é uma mansão georgiana jacobina, cinco milhas a leste de Cheltenham em Gloucestershire, na Inglaterra. Construída em 1704 por Henry Brett, foi ampliada algumas vezes ao longo do século XVIII. Em meados do século XVIII, a propriedade de Sandywell Park adquiriu o edifício Whittington Court. Sandywell Park é hoje um edifício listado como Grau II.